# Острогожский слободской казачий полк
Острогожский слободской полк, Острогожский слободской черкасский казачий полк (также именуемый Рыбинским, или Рыбьянским слободским черкасским казачьим полком) — слободской казачий полк из черкас, административно-территориальная и военная единица на Слободской Украине.
Полковой центр — город Острогожск. Начало полка можно отнести к (был сформирован) 1651 или 1652 году, когда на донских притоках Тихой Сосне и Острогоще был основан Острогожск, ставший полковым городом. Туда сразу пришёл в полном составе черкасский Черниговский полк в 1000 человек (численность одних мужчин, без семей), во главе с полковником Иваном Николаевичем Зеньковским, и со всей полковой и сотенной старшиной. По царскому указу воронежский воевода Арсеньев начал помогать им обустраивать постоянное местожительство. Острогожскую крепость, под руководством воеводы, казаки строили совместно с московскими служилыми людьми. Частные же строения казаки делали для себя сами.
Исторические судьбы Острогожского полка неотделимы от судеб других слободских казачьих полков. Вместе они составляли Слободское казачье войско, оно же — Слобожанщина. То было несуверенное государство, вассальное по отношению к Русскому царю, но со своим особым законодательством. Слободская (Слобожанская) юридическая система резко отличалась от русской и частично — от правовых систем других казачьих войск. По всей видимости, именно Острогожск сделался первой столицей Слобожанщины. Острогожск был основан не за пределами Белгородской линии, а в её пределах — и по этой причине он, как и весь полк, имел более плотный контакт с центральной властью и российскими городами, нежели другие слободские полки, которые расселились за линией, на настоящем Диком поле, как например Сумской или Харьковский. Связь Москвы со Слободским казачьим войском изначально поддерживалась через Разрядный приказ. С 1669 года — через Посольский приказ. Острогожский казачий полк — один из четырёх полков СЛКВ, просуществовавших непрерывно от начала и до конца.
26 июля 1765 года Манифестом «Ея императорского Величества Екатерины Второй» чисто-военное полковое устройство Слобожанщины было преобразовано в военно-гражданское, управление территорией реформировалось с учётом специфики Слобожанщины: созданные провинции территориально полностью соответствовали полкам. Была учреждена Слободско-Украинская губерния, в которую вошли территории пяти бывших полков (Острогожского, Сумского, Харьковского, Изюмского и Ахтырского). Казачье звание было упразднено. Из казаков полка, пожелавших продолжить службу, было создано регулярное армейское формирование — Острогожский гусарский полк.

## Предыстория и ранняя история Острогожского полка

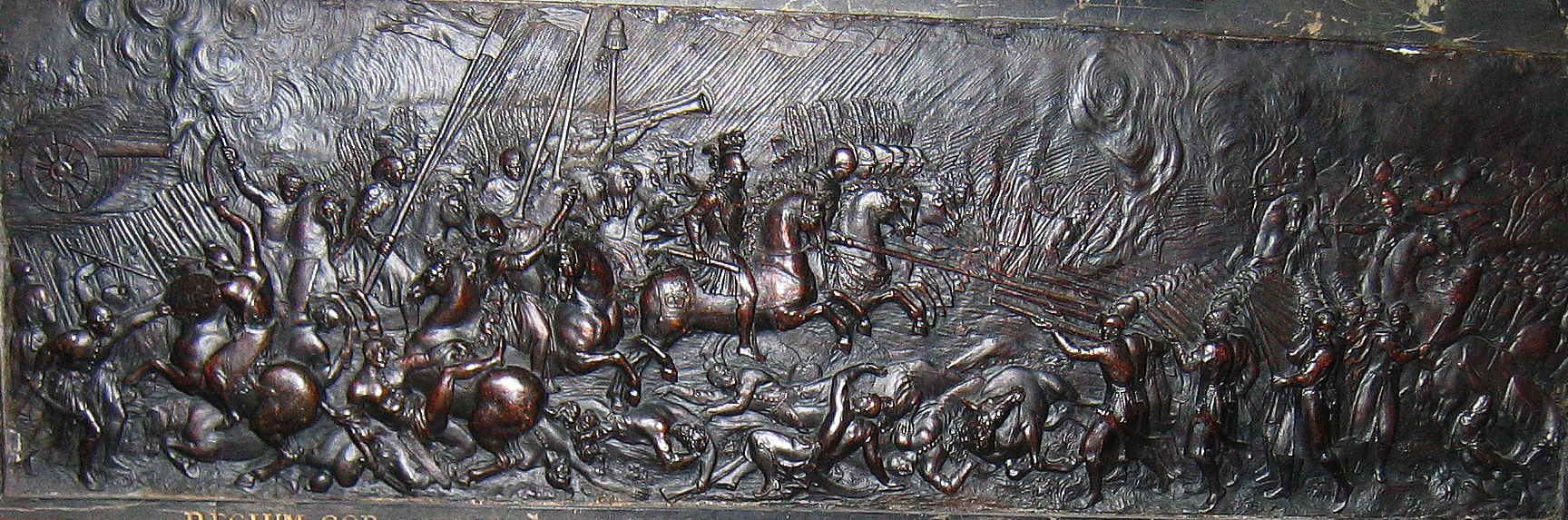
Берестецкая битва 1651 года, триумфальная панель короля Яна II Казимира. Гробница короля Яна II Казимира в соборе Сен-Жермен, Париж

Заселение Острогожских земель переселенцами с территории Украины («черкасами» и русинами) происходило и до Дзиньковского. Ещё в 1648 году вблизи Воронежа образуются такие черкасские поселения, как слобода Черкасская Гвоздёвка и слобода Ендовицы. В течение последующих 5 лет образуются города — крепости Землянск, Оскол и сотенные местечки Талица, Олым, Чернава, Короча, Быстрица, Девица, Стрелица, Ольшаны, Ливны, Усерд, Урыв, Полатов.
Причины массовой волны переселения с Левобережной — а ещё более с Правобережной — Украины на территорию Царства Русского, на границу с Диким полем, заключаются в поражении войск Хмельницкого под Берестечком, в 1651 году. После той злосчастной битвы западная часть Руси, по польско-казацкому договору, была закреплена снова за Речью Посполитой. В связи с этим гетман Богдан Хмельницкий издал универсал, разрешающий гражданам переселяться на земли Московского государства.
После смерти гетмана Богдана Хмельницкого власть на Украине перешла в руки гетмана Ивана Выговского, коего многие считали настроенным про-польски. Тогда-то и начался долгий период гражданских войн между сторонниками общерусского и польского курса, так называемая «Руина». Население Украины снова начинает убегать на более спокойные русские территории.
В 1639 году при царе Михаиле Федоровиче началось «закликание черкас устроить их на Ливнах на вечное житье в Егорьевской слободе по пустым казачьим землям». И только через 15 лет, когда им была отмежевана земля и улажены все формальности, в Ливнах появляется Черкасская слобода с 59 человеками во главе с атаманом Холоимовым.

«Если вам от поляков будет утеснение, то гетман и черкасы шли бы в сторону царского величества, а у царского величества в Русском государстве земли великие, пространные и изобильные, поселиться им есть где: угодно им поселиться по рекам Донцу, Медведице и другим угожим и пространным местам».— Переговоры о присоединении Малороссии к России, 22 марта 1652 года.
В РГАДА есть документы 1653—1654 годов относительно денежного и хлебного жалования, отвода земель, покосов, рыбных и других угодий черкасам, новопоселённым в Ливнах.
В книге Белгородского столбового разряда приводится такая запись:
Справка о черкаских полковниках и числе черкас в их полках 1667 или 1668 г.
Белгородского полку в городах черкас: Полковники:
В Острогожском — Иван Николаев сын Зинковский
В Харкове — Иван Серко
В Сумине — Гарасим Кондратьев
Их полковых черкас
Полковые службы — 3 665
Детей их которые в службу годятся — 2 281
В городовой службе — 3 975
Детей их которые в службу годятся — 1 655
Всего черкас из детьми — 18 579.
В конце XIX века в ливенской полковой и городской службах было 129 черкасов да у них на пашне вместе с недорослями 206 человек. Кроме пригородной Черкасской слободы малороссы также осели на жительство западнее Ливен, в устье речки Труды они образовали слободу Крутое, и далее на берегу Сосны — слободу Теличье, а у речки Речицы — слободу Речица. В начале XVIII века ливенские слободы Черкасская, Крутовская, Теличенская и Речицкая с их жителями согласно «Ведомости о провинциях и комиссарствах Слободской Украины» были включены в состав Острогожского слободского полка и составили его Ливенскую сотню. В 1765 году Екатерина II упразднила слободские полки и бывшие рядовые черкасы Острогожского и других полков стали называться «войсковыми обывателями», составившими одну из групп государственных крестьян.

## Структура Острогожского полка
Острогожский полк с начала своего появления имел ряд отличий от других слободских черкаских полков.
Полковники этого полка с самого начала утверждались на своих должностях центральным правительством, старшина не имела такой автономии, как в других полках. В связи с этим список полковников данного полка до 1700 года не столь четко подаётся рядом историков. В 1705 году полк был передан в ведение Приказа Адмиралтейских дел в Воронеже. Полковник имел право издавать указы за своей подписью — они именовались универсалами, как в Гетманщине. Символами полковничьей власти (клейнодами) были шестопёр (пернач, разновидность булавы шестигранной формы), полковая хоругвь, полковничья печать.
Полковая старшина (штаб) состояла из шести человек: полковой обозный, судья, есаул, хорунжий и два писаря.
- Полковой обозный — первый заместитель полковника. Заведовал артиллерией и крепостной фортификацией. В отсутствии полковника замещал его, но не имел права издавать приказы-универсалы (в отличие от наказного полковника).
- Судья — заведовал гражданским судом в полковой ратуше.
- Есаул — помощник полковника по военным делам.
- Хорунжий — командир «хорунжевых» казаков, охраны полковника и старшины. Заведовал полковой музыкой и отвечал за сохранность хоругви (знамени полка).
- Писари — секретари в ратуше. Один заведовал военными делами, второй — гражданскими.

Полк делился на сотни. Сотня возглавлялась сотником, обладавшим широкими военными, административными, судебными и финансовыми полномочиями. Назначался полковниками из числа старшины.
Сотенная старшина (штаб) состояла из сотника, сотенного атамана, есаула, писаря и хорунжего. Должности по обязанностям совпадали с полковыми:
- Сотенный атаман — заместитель сотника. Воплощал в себе обязанности обозного и судьи на сотенном уровне.
- Есаул — помощник сотника по военным делам.
- Писарь — секретарь.
- Хорунжий — заведовал флагом сотни, на котором изображалась эмблема сотни, в основном христианская. Это могли быть крест, ангел, ангел-хранитель, архангел Михаил, солнце (Исус Христос), Дева Мария, а также воинские атрибуты. С 1700-х годов знамёна становятся двухсторонними — на каждой стороне разное изображение. Также на нём обозначались полк и название сотни.

## Полковники
Особенность Острогожского полка также в том, что он изначально был готовым воинским формированием, расположившимся на новой территории. Благодаря этому известны его первый полковник и полковая и сотенная старшины.
Список полковников

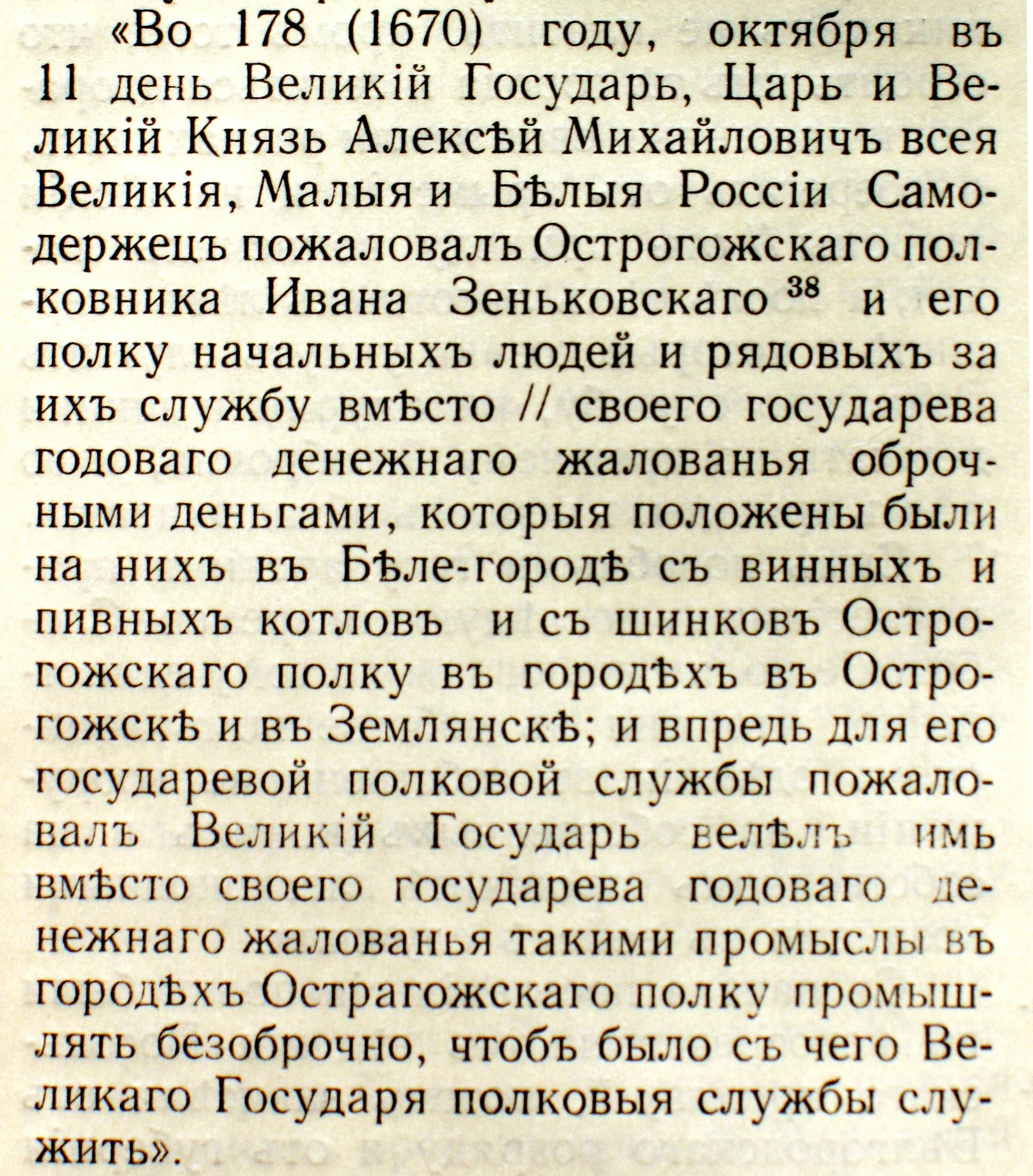
Грамота острогожскому полковнику Зеньковскому от царя Алексея Михайловича, 1670

- Иван Николаевич Дзиньковский (1652—1670)

Полковник Дзиньковский поддерживает мятеж Степана Разина. После подавления мятежа он был казнен. Полковником становится сотник Герасим Карабут (тж. Карабуд), один из представителей пророссийской партии, оставшийся верным правительству.
- Герасим Карабут (1670)
- Михаил Гонт (1670)
- В 1677 году полковник Острогожского полка Фёдор Сербин и полковая старшина послали царю Фёдору Алексеевичу челобитную грамоту.
- Иван Семёнович Сасов (Сас) (1680—1693), которому с 1689 года велено со 100 человеками своего полка стоять на Самаре в Новобогородицком городе (Екатеринославле). Грамота на имя полковника Ивана Семёновича Саса 1690 года.
- Фёдор Иванович Куколь, который в 1698 году стоял с полком своим у Савинского броду.
- Иван Тевяшов (около 1700 года)
- Иван Иванович Тевяшов (около 1743 года)
- Степан Иванович Тевяшов
- Пётр Алексеевич Буларт (на 17 апреля 1692 года)[7] — выходец из Валахии (состоял в свите молдавского господаря Дмитрия Кантемира)
- Кантемир — выходец из Валахии
- Бедряга

## Сотни

Карта земель Острогожского слободского казацкого полка, составленная в 1725 году геодезистом Яковом Есеневым

В первой трети XVIII века полк состоял из следующих сотен:
- Первая Острогожская (Острогожск)
- Вторая Острогожская (Острогожск)
- Ливенская (Ливны).
- Корочанская (Короча)
- Белолуцкая (Белолуцк)
- Старобельская (Старобельск)
- Закотенская (Закотное)
- Урывская (Урыв)
- Чернавская (ныне село Чернава, Измалковского района, Липецкой области)
- Богучарская (Богучар)
- Ендовицкая (ныне село Ендовище, Семилукского района, Воронежской области.):
- Калитвянская (Старая Калитва)
- Толучеевская (ныне не существующий населённый пункт Толучеев, в Воронежской области.)
- Меловская (Старая Меловая)
- Калачеевская (сотня включала Новомеловую, Воробьёвку, Берёзовку, Никольск, Рудню и Ширяеву с хуторами.)

Палатовская (с. Палатово Красногвардейского района).

## Население
Население полка разделялось на следующие категории:
- Выборные казаки
- Казачьи свойственники
- Казачьи подпомощники
- Мещане
- Священнослужители
- Инородцы
- Пидсусидки и захребетники (безземельные батраки)

При этом московские служилые люди находились в ведении воеводы.

## Восстания Разина и Булавина
В XVII—XVIII веках донские казаки начинают постепенно терять свои северные территории. Российское правительство раздаёт казачьи юрты в качестве жалованья своим служилым людям — в том числе арендаторам и казакам новообразованного Острогожского полка (т. о. «сталкивая казаков лбами»).
Это не могло не вызвать недовольства в среде Донского казачьего Войска, а также кочевых калмыков и ногайцев. Русская экспансия вызвала обратную реакцию, в результате чего в 1670 году Дон восстал. Во главе восставших встал походный атаман Степан Разин, родители которого происходили из местных Воронежских казаков. Отвоевывать у царя отцовские земли отправился брат Степана — Фрол Разин. К нему примкнуло всё местное население, в том числе казаки Толучеевской сотни, калмыки и ногайцы. Поддержали мятежных разинцев и казаки Острогожска: полковник Дзиньковский (прежде хорошо знакомый с Разиным) велел открыть ворота крепости и хлебом-солью встретить разинского атамана Колчева (по др. источникам — атамана Ф. Шадру). Активно поддержали разинцев казаки Коротояка, Царёва-Борисова и Чугуева… Однако, вскоре в рядах острогожской старшины созрел заговор, во главе с сотником и наказным атаманом Герасимом Карабутом. Подгадав момент, заговорщики схватили Дзиньковского, его жену и других видных мятежников — а дальше с ними поступили соответственно тогдашним временам, нравам и уложениям… Между тем, казаки Фрола Разина разорили все фактории арендаторов-промысловиков (а также, по некоторым сведениям, скиты монахов Тамбовской епархии), очистив Хопёрско-Донское пространство от пришельцев. Но прорваться к Воронежу восставшим не удалось. У крепости Коротояк и на Дивных горах (около одноимённого монастыря) они потерпели поражения — и ушли на Хопёр.
После подавления восстания Степана Разина, Российское правительство отторгает у Донского Войска земли к югу и юго-востоку от Воронежа. Попытки заселить новые земли успеха не имели. Казаки с калмыками и татарами совершают вторжения, разоряя поселения. В конце XVII века в Средне-Донских степях скапливаются десятки тысяч гонимых староверов, беглых рекрутов и работных людей с Воронежских корабельных верфей. Посланная царём Петром I карательная экспедиция по поимке и возвращению на прежние места жительства всех беглых, вызвала массовое недовольство и послужила поводом восстания, во главе которого встал Кондрат Булавин. Восстание охватило Средний Дон, Хопёр и Северский Донец. В числе селений юга современной Воронежской области к восставшим примкнули жители поселений по Толучеевой, Богучару и Айдару. При этом, в отличие от Разинских времён, казаки слободских полков, в большинстве своём, восставших не поддержали, остались верными правительству.
В составе сводного отряда, Острогожский черкасский казачий полк участвовал в крупном сражении к востоку от Воронежа, на реке Курлак. В двухдневном бою участвовало несколько десятков тысяч человек с обеих сторон. Правительственные войска потеряли только убитыми более 2 тысяч человек. Среди восставших потери были гораздо большими. Булавинцы так и не смогли прорваться к Воронежу — и бросив обоз, артиллерию, казну и знамёна, бежали через Толучеевские степи к низовьям Хопра. Преследуя отступавших, правительственные войска уничтожают все казачьи поселения по Толучеевой, Айдару и Богучару. На Дону, в центре отторгнутых земель Донского войска, сооружается крепость Павловск, в которой размещается большой гарнизон.
На наиболее тревожном юго-восточное направлении, проходящем по Толучеевским степям, было решено поселить украинских казаков Острогожского полка. Толучеевская линия долженствовала прикрыть дальние подступы к Павловской крепости и корабельным верфям на Осереди, Битюге, Икорце.
Возглавлявший Воронежское Адмиралтейство Апраксин Ф. М. предписывает Острогожскому полковнику Куколю переселить на Толучееву, Богучар и Айдар украинских казаков из Землянска, Оскола, Талицка, Чернавска, Корочи, Урыва, Перлёвки, Ендовиц, Гвоздёвки, Олыма и других мест Острогожского полка, которые в силу сложившихся обстоятельств оказались к началу 18 века в глубоком тылу к северу и западу от Воронежа.
Полковая старшина в течение ряда лет не могла начать переселение казаков, по причине незнания ими местности для поселения. Это раздражало адмирала Апраксина Ф. М. и свой указ он дублировал ещё несколько раз. В итоге, первые походные обозы казаков потянулись на Толучееву, Калитву, Богучар и Айдар лишь в 1712—1715 годах. Первоначально поставили на старых казачьих городках донских казаков небольшие остроги. Как правило, это были утёсы на устьях рек. В условиях степи ещё с древних времён эти места использовались для устройства крепостей. По Толучеевой были образованы поселения вблизи впадения в Дон (Толучеева), Меловой (Меловая) и Подгорной (Калайчи). Следом за первопоселенцами, на Толучееву потянулись свойственники казаков и их подпомощники. Переселенцы двигались большими колонами с домашним скарбом, скотом, лошадьми, птицей. Вместе с ними следовали походные церкви, обозы с провиантом, фуражом и зерновым хлебом. За три года опустели такие значительные города-крепости как Оскол, Землянск, Талицк и Чернава. Толучеевскую долину населили казаки Землянской сотни. В первый же год, когда началось обустройство Толучеевской линии на переселенцев напали казаки булавинского походного атамана Некрасова и калмыки. Сильный бой произошёл у Меловского городка и Калача. Благодаря смелым и решительным действиям калачеевского сотника Демьяна Варавы, нападавшие были отбиты.
Уйдя на Битюг, калмыки и некрасовцы принялись громить Дворцовую царскую волость. Возвращаясь обратно по Толучеево-Хопёрскому водоразделу, атаман Некрасов направил в Калач своих парламентёров, которые просили подобру-поздорову уйти с Толучеевой. …А кому земли мало, идите до нас на Кубань. Коли не будет по нашему, мы с тебя, Варава, сдерём плисовый кафтан! — сказал Игнат Некрасов, с присущим ему остроумием. Ногайские же татары заявили, что на Толучеевой когда-то их хан потерял свою красную шапку, за которой они ещё вернутся… В 1718 году в Острогожском полку производился сыск лазутчиков-некрасовцев.

## Основание Толучеевой, Меловой и Калачеевой сотен
Поселения казаков по Толучеевой первоначально были включены в состав Павловского уезда. Из поселенцев образуют три административно-территориальных единицы: Толучеевская сотня, Меловская сотня и Калачеевская сотня. Первоначально они подчинялись Павловскому коменданту, но затем территориально и административно вошли в Острогожский казачий полк.
Полковая старшина, заинтересованная в освоении земельных пространств вошедших в состав полка, «накликает» из Малороссийских полков Левобережной и Правобережной Украины новых казаков-переселенцев. Большинство из них поселяется по Айдару, Богучару и Толучеевой.

## Основание Ливенской сотни
Ещё в 1639 г. при царе Михаиле Федоровиче началось «закликание черкас устроить их на Ливнах на вечное житье в Егорьевской слободе по пустым казачьим землям».
И только через 15 лет, когда им была отмежована земля и улажены все формальности, в Ливнах появилась Черкасская слобода в 59 человек во главе с атаманом Холоимовым.
В РГАДА есть документы в 1653—1654 гг. денежного и хлебного жалования, отвода земель, покосов, рыбных и других угодий черкасам, новопоселенным в Ливнах.
В конце XIX в. в ливенской полковой и городской службах было 129 черкасов да у них на пашне вместе с недорослями 206 человек.
Кроме пригородной Черкасской слободы малороссы также осели на жительство западнее Ливен, в устье речки Труды они образовали слободу Крутое, и далее на берегу Сосны — слободу Теличье, а у речки Речицы — слободу Речица.
В начале XVIII в. ливенские слободы Черкасская, Крутовская, Теличенская и Речицкая с их жителями, согласно «Ведомости о провинциях и комиссарствах Слободской Украины», были включены в состав Острогожского слободского казачьего полка и составили его Ливенскую сотню.
Три сотни Острогожского полка располагались на левобережье реки Дон.

## Расформирование

«Карта слободских полков Харьковского, Сумского, Ахтырского, Изюмского и Острогожского. 1764 год». Альбовский, Евгений Александрович «История Харьковского слободского казачьего полка. (1651—1765 гг.)» — Харьков: тип. Губ. правл., 1895

В 1762 году, с приходом к власти императрицы Екатерины II начинается «рассказачивание» Украины. На тот период основные рычаги власти по югу страны — на Дону, Тереке, Яике, в Гетманской и Слободской Украине — были сосредоточены у атаманов и гетмана, у генеральной и полковой старшины, которые в любой момент могли собрать Войсковую Раду, Войсковой Круг, и поставить вопрос о выходе из состава России. Такая «военная демократия» не устраивала императорское окружение. Было принято решение «реорганизовать» все казачьи полки юга страны. Первый жребий пал на Гетманщину. В 1765 году должность гетмана была упразднена… Второй удар пришёлся на Слободскую Украину. В 1765 году в Харьков (тогдашнюю столицу Слобожанщины) пребывает комиссия, которая начинает расследование якобы многочисленных жалоб казаков на действия полковой старшины. Действительно, были выявлены отдельные факты захвата общественных полковых земель, казнокрадство, продажа должностей за деньги, нарушение делопроизводства и т. п.
Однако на боеготовность полков и общественные нравы это никак не влияло. В целом, смотр слободских полков показал их отменную выучку и слаженность. Тем не менее, правительство принимает решение преобразовать Слободские казачьи полки в гусарские. Что бы не будоражить население, уполномоченные от правительства разъясняют о преимуществах данного решения. Отныне содержать гусарские полки будет центральная власть, а не местное население. Вместо постоянных сборов на лошадей, амуницию, вооружение, фураж, провиант, жалование и т. д. вводился единый подушный налог, поступающий в казну. Казачьи подпомощники (практически всё основное население) освобождалось от батрацких работ у казаков, атаманов, есаулов, сотников и других должностных лиц. Вместо этого сотенная и полковая администрация поступала на довольствие государства и получала жалование из казны. Казаки и подпомощники переводились в сословие войсковых обывателей. Часть льгот данных им правительством Петра I сохранялись, в войсковых селениях разрешалось для местного потребления заниматься винокурением и другими промыслами без уплаты налогов. Войсковые жители и городские мещане, по жребию, обращались на формирование территориальных гусарских полков постоянного состава. Остальные проходили учебные сборы и при начале боевых действий убывали в составе маршевых эскадронов на пополнение гусарских полков.
Казачьи должности переводятся в общероссийские армейские или статские чины, согласно Табели о рангах. Полковая старшина по правам приравнивалась к общеимперскому дворянству. Все полковые и сотенные формы правления упраздняются. На территории Острогожского, Изюмского, Харьковского, Сумского и Ахтырского полков образуются одноимённые провинции. Все провинции образуют Слободско-Украинскую губернию. Впоследствии Острогожская провинция входит в состав Воронежской губернии, а из остальных образуют Харьковскую губернию.
Территории полковых сотен объединяют в комиссарства. Так из Толучеевской, Меловской и Калачеевской сотен образуют Меловское комиссарство с административным центром в слободе Старо-Меловая. При этом Старо-Меловую переименовывают в городок Меловой. В Меловом обустраивается земляная крепость со рвом, валом и частоколом. Тут же устраиваются: комиссарское правление, канцелярия, суд и другие органы местной власти. Территория Меловского комиссарства охватывала весь юго-восток Воронежской губернии (современные Воробьёвский, Калачеевский, Петропавловский и часть Богучарского районов).

## Перевод старшинских должностей в табель о рангах (1765)

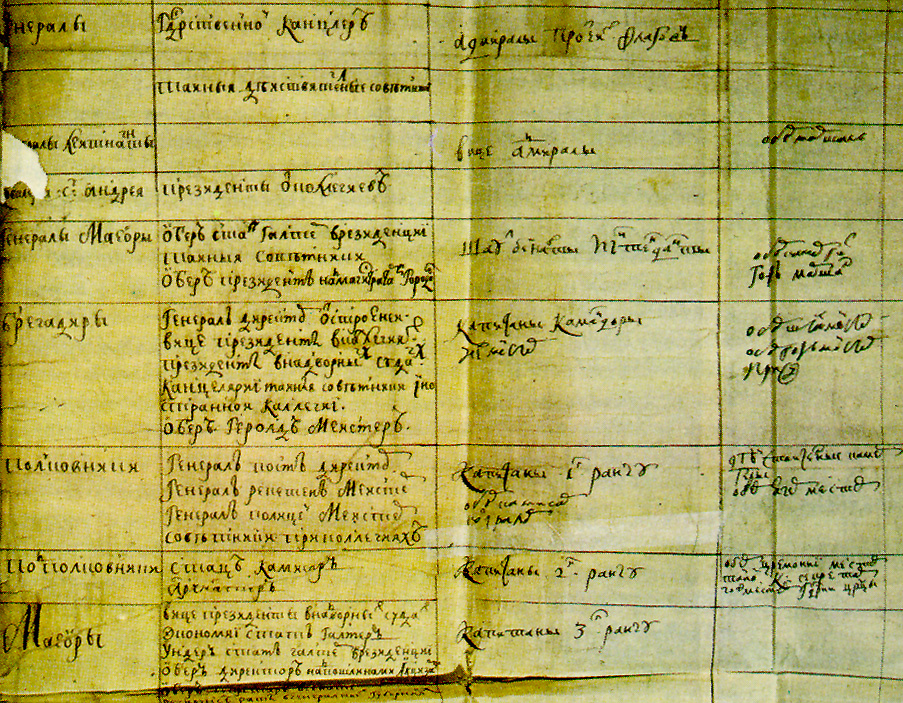
Табель о рангах

В связи с переформированием Острогожского слободского казачьего полка в регулярный гусарский полк, казацкой старшине было предложено вступить на службу в формируемый полк или получить отставку. Так как армейские чины присваивались на одну-две ступени ниже, а также из-за того, что разница во власти казачьего старшины и армейского офицера не были равноценна, многие представители старшины вышли в отставку. Средний же и рядовой казачий состав, составили основу вновь формируемого полка.
Все вышедшие в отставку и продолжившие служить получили чины (военные и гражданские) согласно Табели о рангах.
| Должность (казачья старшина) | Военный чин            | Гражданский чин         | Класс                |
| ---------------------------- | ---------------------- | ----------------------- | -------------------- |
| Полковник                    | Подполковник           | Надворный советник      | VII                  |
| Обозный                      | Премьер-майор          | Коллежский асессор      | VIII                 |
| Судья                        | Секунд-майор           | Коллежский асессор      | VIII                 |
| Есаул                        | Ротмистр               | Титулярный советник     | IX                   |
| Хорунжий                     | Поручик                | Губернский секретарь    | XII                  |
| Сотник                       | Поручик                | Губернский секретарь    | XII                  |
| Старший полковой писарь      | —                      | Губернский секретарь    | XII                  |
| Младший полковой писарь      | —                      | Кабинетский регистратор | XIII                 |
| Сотенный хорунжий            | Вахмистр               | —                       | ниже табели о рангах |
| Остальные                    | Унтер-офицеры, капралы | —                       | ниже табели о рангах |

Если же представитель старшины не был участником походов, то он получал чин, на ступень ниже установленной. К примеру: Полковой обозный при переводе на общеимперскую систему получал чин премьер-майор, но если он не был участником походов, то мог рассчитывать лишь на чин секунд-майора.

## Юридические преемники
Так как Острогожский казачий полк носил дуалистический характер, то его правопреемниками можно назвать и административную единицу Российской империи и воинское формирование Осторожский гусарский полк.
После упразднения Острогожского слободского казачьего полка в 1765 году его территория, как и территория других четырёх слободских казачьих полков, была включена в Слободско-Украинскую губернию.
Из личного состава казачьего полка был набран личный состав для Острогожского гусарского полка. С 26 февраля 1784 года — Острогожский легкоконный. В 1796 году полк был расформирован, и личный состав вошёл во вновь сформированный гусарский генерал-лейтенанта Боура полк (вместе с личным составом расформированного Павлоградского легкоконного полка). С 1801 года — Павлоградский гусарский полк. Существовал до 1918 года
На полковых регалиях острогожские гусары ставили год основания «1651».

## Эпилог: преемство духа
Исторический путь Острогожского слободского казачьего полка был насильственно прерван в 1765 году. 
При Екатерине II указом 1765 г. казакам нанесен окончательный удар. Были введены налоги, еще увеличившиеся после поземельного кадастра 1848 г.
 — писал М. С. Модель в 63-м томе ЭСБЕ (статья «Сябры»). Однако, этнические самобытность и самосознание слободских казаков вообще, и острогожских, в частности, исчезли не вдруг. В 1796 году в слободе Белогоры, Острогожского уезда, был основан скальный Белогорский Вознесенский монастырь. В закладных документах один из основателей оного именуется: «казак Шерстюков». В 1817 г. Н. А. Полевой засвидетельствовал стойкость казацких традиций у проживавших в Старо-Оскольском уезде потомков острогожских казаков.
Хуторки, по которым я проезжал, все были вольные, населённые т.н. войсковыми обывателями, потомками острогожских казаков и их подпомощников. Весь этот край носил название Рыбьянского, и обитатели хуторов, как и города, как бы в отличие от прочих малоруссов назывались рыбьянами. У них был отличный от других говор и костюм. (...) Рыбьяне жили тогда вообще зажиточно; земли у них было вдоволь, а иные отправляли промыслы и ремёсла.
 — писал[где?] Н. И. Костомаров в 1837 году.
Когда вспыхнула Крымская война, на юге Воронежской губернии и, преимущественно, на землях бывшего Острогожского полка, были сформированы 235-я и 236-я Острогожские дружины Государственного Подвижного Ополчения, входившие в резерв войск Прибалтийского края вплоть до окончания Крымской войны. С 3 октября 1855 по 15 июня 1856 года 235-й Острогожской дружиной командовал генерал-майор А. А. Айгустов. 236-й Острогожской дружиной командовал подполковник Лохвицкий, вскоре уволенный по болезни. Его заменил подполковник Домашев.
В 1860-х годах состоялась массовая, организованная миграция части казаков из слободы Ендовище и близлежащих хуторов (бывшей Ендовицкой сотни, Острогожского казачьего полка) в земли Астраханской губернии, Черноярского уезда.
Переселение бывших войсковых обывателей было и в Семиреченскую область, где до сих[каких?] пор проживают их потомки.
В 1919 году жители села Березняги присоединились к Верхнедонскому восстанию, сформировав пешую (пластунскую) дружину.

Рыбьяне снова взялись за оружие в то время, когда сопредельная и союзная Область Всевеликого Войска Донского, лежала в руинах, оккупированная Красной Армией. 
3 ноября 192О г. в придонской слободе Старая Калитва (Острогожский уезд, Воронежской губернии), на почве острого недовольства продразвёрсткой и диких перегибов при её сборе, вспыхнуло крестьянское восстание. Находившиеся в слободе два продотряда (всего 6О чел.), во главе с продагентом Михаилом Колесниковым, были разоружены, а 18 продотрядников (в т. ч. М. П. Колесников), оказавших сопротивление, убиты. В этот же день восставшие создали вооружённый отряд в 300 человек при 2 пулемётах. Во главе его становится сын местного кулака Григорий Колесников — однофамилец убитого продагента.
 — пишет историк Владимир Самошкин.

Упоминание Колесниковского восстания находим и у Шолохова: 
Восстание в Воронежской губернии, за Богучаром. (...) В Монастырщине, в Сухом Донце, в Пасеке, в Старой и Новой Калитве.
7.11.192О г. в Старой Калитве состоялись 2 крестьянских схода. На 1-м Г. М. Колесников уже «официально» объявил о начале восстания, на 2-м для руководства восстанием был избран Военный Совет из 5 человек, а также «главнокомандующий» — 26-летний уроженец Старой Калитвы Иван Сергеевич Колесников — бывший унтер-офицер старой русской армии и недавний комбат Красной Армии, двоюродный брат убитого продагента. В тот же день И. С. Колесников объявил мобилизацию мужского населения в возрасте от 17 до 5О лет, и уже 8 ноября число вооружённых повстанцев перевалило за 6ОО… Предпринимавшиеся ещё с 5.11.192О г. попытки небольших частей КА и местных коммунистических отрядов силой подавить мятеж успеха не имели. Более того, начатое 14.11 относительно крупное наступление красных на Старую Калитву окончилось полным провалом. А вечером 25.11 колесниковцы сделали налёт на уездный город Богучар и до утра хозяйничали в нём. К 25.11.192О г. восстание охватило уже значительную часть Воронежской губернии к югу от линии Павловск — Калач. Только вооружённых мятежников насчитывалось до 1О тысяч. Наиболее крупными формированиями восставших были:
- дивизия (5-полкового состава) И. Колесникова (5500 штыков и 1250 сабель при 6 орудиях и 7 пулемётах) и
- отряд Е. Вараввы (до 1000 штыков и сабель).

29.11.192О г. советские войска начали новое наступление на мятежников. Однако, первые 3 дня боёв не принесли заметного результата, - и положение стало меняться в пользу красных лишь с прибытием в район боевых действий кавалерийской  бригады А. А. Милонова. 3О. 11 на станции Митрофановка начал выгружаться 2-й кавполк бригады под ком. А. С. Галинского, а в ночь на 1.12 - 1-й кавполк Н. М. Дронова. Вечером 1.12 (в этот день Г.К. Жукову исполнилось 24 года) руководивший ликвидацией мятежа б.штабс-капитан И. Н. Полковников перегруппировал свои силы и сосредоточил на ж.д. станциях Евстратовка (ныне Россошь) и Митрофановка 2 ударных отряда: Евстратовский (245О штыков и 443 сабли при 12 пулемётах и 4 орудиях) под ком. воронежского губвоенкома Ф. М. Мордовцева, и Митрофановский в составе резервного пех.полка, арт. батареи и кавбригады 14-й стр. дивизии (всего 1О81 штык и 814 сабель при 2О пулемётах и 4 орудиях), под общим командованием комбрига-14 А. А. Милонова. Оставив в резерве 44О штыков пехоты, при 5 пулемётах, и бронепоезд, Полковников поставил перед отрядами боевые задачи. Евстратовскому отряду надлежало с рассветом 2.12 перейти в наступление на Старую Калитву, выбить оттуда мятежников и гнать их вдоль Дона на юг, к Новой Калитве, навстречу митрофановскому отряду, который д. б. атаковать Н.Калитву с юга и ЮВ - и тем самым замкнуть полукольцо окружения, внутри которого оказалась бы прижатой к Дону почти вся  повстанческая дивизия Колесникова. Однако первыми 2 декабря удар нанесли мятежники. Не дожидаясь наступления позднего зимнего рассвета, конница Колесникова атаковала разбросанные ночлегом по хуторам отдельные красноармейские подразделения, в большинстве своём ещё не изготовившиеся к бою. В 6 ч. 3О м. утра колесниковцы выбили резервный пехполк из слободы Криничной, а у расположенного в 2 км севернее хутора Поддубного с ходу опрокинули и рассеяли эскадрон 2-го кавполка Галинского. (...) Собрав весь полк, Галинский неск.раз водил его в атаку на хутор Поддубный, который стойко обороняла повстанческая пехота, поддерживаемая огнём 2 3-дюймовых орудий. Лишь около полудня Галинскому удалось хитростью выманить мятежников в открытое поле и внезапно обрушиться 3 эскадронами на их пр.фланг. Пока красные конники рубили побежавшую пехоту мятежников, сам Галинский, вм. с комиссаром полка П.К. Гермоленко и красноармейцем В.И. Божко, устремились к повстанческой полубатарее, одно орудие которой продолжало вести огонь, а другое мятежники готовились увезти в свой тыл. В считанные секунды перерубив всю прислугу у стреляющего орудия, Галинский погнал 2-е орудие (вместе с мятежникамиартиллеристами) на помощь советской пехоте, наступающей на слободу Криничную. Во 2-й половине дня резервный пехполк ценою  огромных усилий и больших потерь (погиб или был ранен почти  весь комсостав) сумел овладеть Криничной. А эскадрон Г. К. Жукова, выступив в составе своего 1-го кавполка из Валентиновки (в 3 км к ЮВ от станции Митрофановка) весь день дрался в районе сёл Дерезоватое (ныне Первомайское)-Ивановка. Сначала - с наступающими  отрядами колесниковцев, идущими на подмогу своим к Поддубному и Криничной, а затем - с отступающими толпами мятежников, пытавшихся покинуть район боёв и уйти в южном и ЮВ направлениях. Командир полка Дронов приказал пленных не брать. Число повстанцев, порубленных однополчанами Жукова, было около 12ОО. В 6-м часу  вечера 1-й эскадрон полка Дронова пробился к Новой Калитве -  конечной цели всего Митрофановского отряда, но встреченный  плотным огнём повстанцев, отошёл назад, поджидая остальную часть полка. Однако Дронов почему-то отложил атаку Н.Калитвы до утра и увёл полк на отдых в Криничную. Очень быстро узнав, что дорогу на юг и ЮВ, к Твердохлебовке и далее к Богучару, красные оставили без прикрытия, - колесниковцы спешно покинули Старую Калитву (которую так яростно обороняли весь день) и через Новую  Калитву устремились в образовавшуюся брешь. Сам же Иван Колесников (его заместитель Григорий Колесников погиб ещё 3О ноября) с отрядом в 5ОО всадников отмахал без остановки почти 5О км и с ходу взял Богучар, чем окончательно спутал все планы красных. Однако вскоре выяснилось, что удар, нанесённый 2 декабря красными частями, а особенно кавбригадой Милонова, оказался смертельным для восстания на юге Воронежской губернии. Что же касается эскадрона Жукова, то, судя по сохранившимся архивным документам, ему довелось участвовать во всех крупных боях с повстанческими отрядами Колесникова и Вараввы: 3.12 - под хутором Оробинским и Дерезовкой, 4.12 - под Твердохлебовкой, 7.12 - в  хуторе Бычок, 12.12 - под Осиковской, 13.12 - у хуторов Хрипун и Бакоевский и, наконец, 15.12 - в Старой Калитве... В результате боя 13.12 у хутора Бакоевский (в 3О км к ЮВ от станции Кантемировка), красными кавалеристами был полностью уничтожен отряд Вараввы. Лишь самому Емельяну Варавве и ещё шести повстанцам удалось скрыться в ближайшем лесу. А после боя в Ст. Калитве (15.12)из 6ОО колесниковцев в живых осталось только 153, которые утром 16.12 собрались в Сергеевке (3О км к СЗ от Ст. Калитвы). Прибывшие сюда вечером 2 эскадрона кавбригады Милонова узнали, что часть повстанцев, бросив оружие, разошлись по домам, а остальные, разбившись на мелкие группы, ускакали в разных направлениях. Сам же Иван Колесников - как в воду канул. Словно предвидя такой исход дела, руководивший подавлением мятежа И.Н. Полковников ещё вечером 15.12  издал приказ, извещавший войска об успешном завершении "ликвидации повстанческого движения в южных уездах Воронежской губ. А кавбригада Милонова, ставшая с 15.12 именоваться 14-й отдельной кавалерийской бригадой, была отведена на отдых в Павловск (штаб бригады и 2-й кавполк) и в близлежащую слободу Елизаветовку (1-й кавполк)... От своей вдребезги разбитой повстанческой дивизии Колесников сумел собрать вокруг себя не более 15О сорвиголов, с которыми без шума покинул родные места и подался в Харьковскую губернию. В январе 1921 г., достаточно освоившись и окрепнув на Украинской земле, Иван Колесников начинает показывать зубы. Разбойные действия колесниковцев вызвали серьёзное беспокойство у командующего войсками Украины и Крыма М. В. Фрунзе. Но неоднократные попытки одним ударом  покончить с Колесниковым оканчивались безрезультатно. Ловко избегая прямых столкновений с красными частями, Колесников чуть что - уходит "за границу", в Донскую область (РСФСР)... 21.2.1921 г. кавполк Дронова отдыхал в только что занятой им антоновской "столице" - селе Каменке, Тамбовского уезда. Здесь и было получено сообщение, что с юга Воронежской губернии на Тамбовщину движется повстанческий отряд И. С. Колесникова (5ОО сабель и 4ОО штыков при 9 пулемётах). 2 февраля Колесников сделал налёт  на Богучар, но взять его не смог. (...) Главнокомандующий Вооружёнными силами Республики С. С. Каменев 7.2 отдал приказ о срочном формировании специального кавалерийского соединения из 3 полков во  гл. с б.комбригом И. Н. Михайловым-Березовским. Соединению (свыше  11ОО сабель), получившему первоначальное наименование "Воронежский конный летучий отряд Березовского", была поставлена задача "быстро войти в соприкосновение с бандой Колесникова, разбить её и  вести преследование... до полного уничтожения... не считаясь с  расстоянием и границами". Но Колесников долго в родных краях не задержался: 8 февраля его отряд снялся с места и довольно кружным путём отправился на мятежную Тамбовщину. в первый же день своего рейда колесниковцы взяли Россошь. Отсюда их зигзагообразный  след потянулся на станцию Евдаково (захвачена 11.2). 17 и 18 февраля   колесниковцы врывались в город Калач, где подвергли основательному опустошению тамошние склады, а 2О февраля, сделав утром налёт на  Новохопёрск, заняли к ночи село Костино-Отделенец, тем самым войдя в пределы Борисоглебского уезда Тамб.губ. В связи с этим полкам  14-й отд. кавбригады приказывалось следовать в район станции Терновка, чтобы вм. с другими частями КА не дать Колесникову прорваться через линию ж.д. Грязи-Поворино и соединиться с 1-й антоновской армией (насчитывавшей 1О полков). Покрутившись 3 дня на границе Новохопёрского и Борисоглебского уездов в поисках безопасного перехода через ж. д. на участке Борисоглебск-Жердевка, где его подстерегали бронепоезд и бронелетучка красных, Колесников 24  февраля проскользнул-таки между ними в лесу у станции Терновка, но  тут же был настигнут 2-м кавполком бригады Милонова. Колесникову  пришлось резко отвернуть на восток и даже пожертвовать своим арьергардом. Оставив на снегу у села Дубовицкое до 3О человек зарубленными, колесниковцы в наступившей темноте оторвались от преследования и к ночи остановились перевести дух в селе Кабань-Никольское, Борисоглебского уезда (ныне село Шпикулово, Жердевского  района, Тамб. обл.). Здесь и произошла встреча колесниковцев с 1О-м Волчье-Карачанским полком антоновцев. С командиром этого полка Кузнецовым Колесников очень быстро нашёл общий язык, и уже 26 февраля новоявленные союзники сделали вполне удачный для них набег на станцию Терновка. А 28 февраля на "пленарном собрании" командного состава 1-й антоновской армии И.С. Колесников неожиданно был избран её командующим (И. М. Кузнецов стал его заместителем, а командир 1-го Каменского повстанческого полка  А. В. Богуславский - нач. штаба 1-й армии). 2 марта Колесников вступил в командование "1-й Партизанской Армией Тамбовского края".
В ходе дальнейшей реорганизации повстанческих сил И. С. Колесников возглавил 3-ю Конно-Партизанскую Армию Тамбовского края.
В январе 1929 г., когда в СССР началась массовая коллективизация, вспыхнуло антикоммунистическое восстание в Острогожском округе ЦЧО.
По слухам, крестьяне этих регионов (Черноземье и Воронеж), в прошлом зажиточные, а сейчас страдающие от голода, убили руководителей местных партячеек и приступили к переделу земельных наделов.
 — сообщалось в донесении сотрудника посольства Италии в Москве. Подавлением Острогожского восстания руководил литовец И. М. Варейкис, большевик с дореволюционным стажем.